# San Carlos Coapa
San Carlos Coapa är en ort i Mexiko.   Den ligger i kommunen Morelia och delstaten Michoacán de Ocampo, i den södra delen av landet, 230 km väster om huvudstaden Mexico City. San Carlos Coapa ligger 2 055 meter över havet och antalet invånare är 203.
Terrängen runt San Carlos Coapa är huvudsakligen kuperad, men åt sydost är den platt. Runt San Carlos Coapa är det tätbefolkat, med 493 invånare per kvadratkilometer. Närmaste större samhälle är Morelia, 19,5 km nordost om San Carlos Coapa. I omgivningarna runt San Carlos Coapa växer huvudsakligen savannskog.